# Operazione Gratitude
Operazione Gratitude fu il nome in codice di un massiccio attacco aeronavale condotto tra il 10 e il 20 gennaio 1945 dalla United States Navy contro navi e porti controllati dall'Impero giapponese nella regione del Mar Cinese Meridionale, nell'ambito dei più vasti scontri del teatro bellico dell'oceano Pacifico della seconda guerra mondiale.
La United States Third Fleet dell'ammiraglio William Halsey penetrò nel bacino del Mar Cinese Meridionale la mattina del 10 gennaio 1945 attraverso lo stretto di Luzon a nord delle Filippine; lo scopo dell'incursione era quello di dare la caccia alle residue forze navali della Marina imperiale giapponese rimaste nel Sud-est asiatico dopo la sconfitta patita nella battaglia del Golfo di Leyte, come pure di sconvolgere le rotte commerciali che attraversavano il bacino, di vitale importanza per garantire l'afflusso di materie prime alle industrie del Giappone. Mettendo in campo una schiacciante forza aeronautica imbarcata su portaerei, la Third Fleet attaccò il 12 gennaio i principali scali dell'Indocina francese (sotto occupazione giapponese), per poi colpire il sud di Formosa il 15 gennaio e Hong Kong, Macao e Canton il 16 gennaio. Le forze statunitensi si ritirarono quindi indisturbate il 20 gennaio passando nuovamente per lo stretto di Luzon.
Benché le principali unità navali da guerra giapponesi avessero evitato la distruzione perché già fuggite a Singapore, l'incursione fu un grosso successo per le forze statunitensi: perdendo solo poche decine di velivoli, la Third Fleet inflisse gravi danni alle strutture portuali della zona, distrusse al suolo o in combattimento centinaia di aerei giapponesi e mandò a fondo decine di unità mercantili nipponiche, in particolare diverse petroliere. L'incursione rappresentò il capitolo iniziale di una massiccia campagna di attacchi aerei e di sommergibili contro i convogli navali giapponesi nel Mar Cinese Meridionale, portando di fatto a una interruzione dei traffici nel bacino entro l'aprile 1945.

## Antefatti

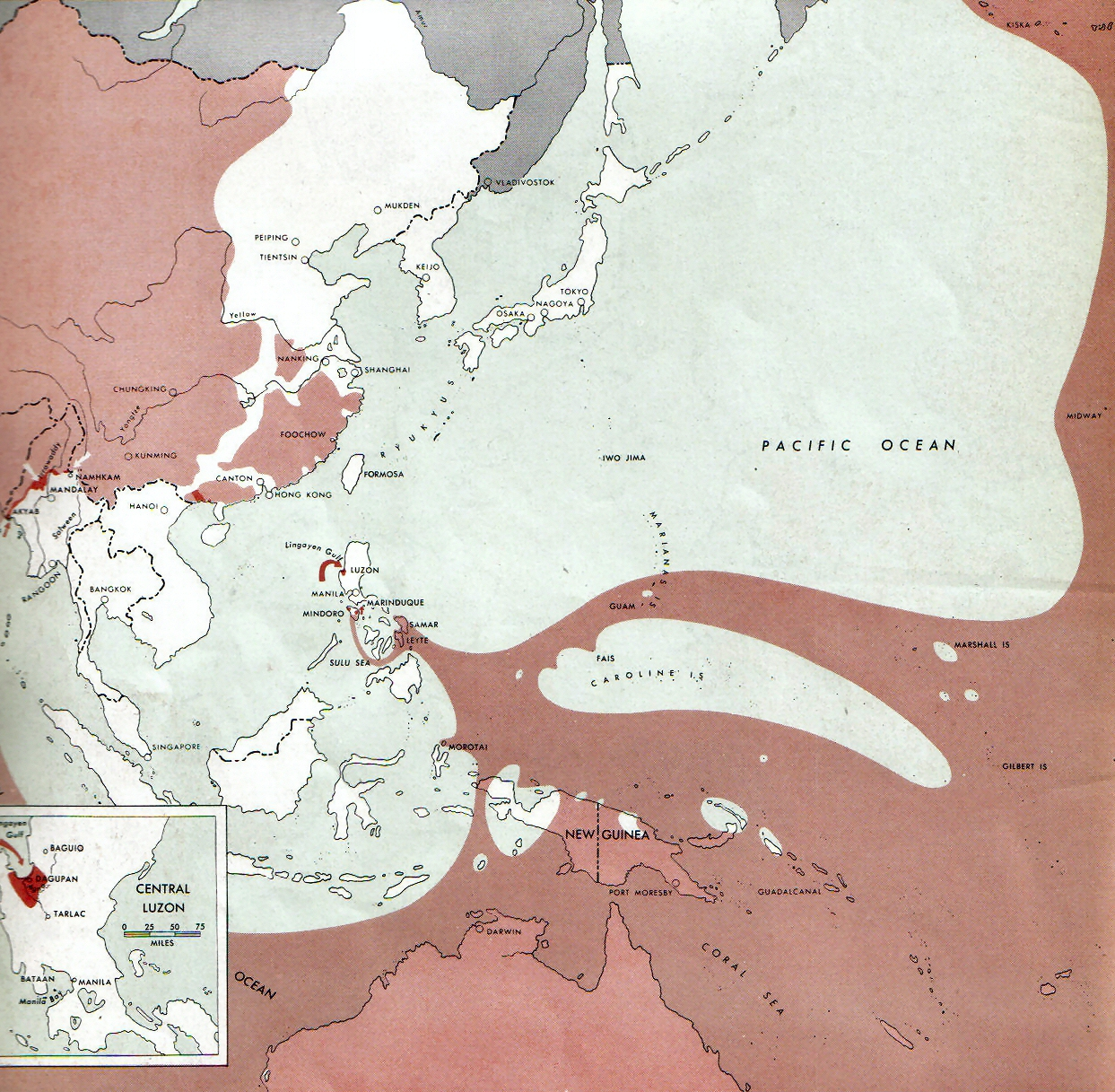
La situazione strategica nel Pacifico occidentale al gennaio 1945: in rosso le zone controllate dagli Alleati, in bianco quelle controllate dal Giappone

Tra la fine del 1941 e i primi mesi del 1942 l'Impero giapponese impose il suo controllo militare su quasi tutta la regione del Mar Cinese Meridionale: il controllo delle rotte navali che passavano per il bacino era vitale per lo sforzo bellico nipponico, visto che da esse passavano i rifornimenti essenziali di petrolio e altre materie prime ottenuti dai territori occupati del Borneo, della Malesia e delle Indie orientali olandesi. Se il controllo di molte zone era stato ottenuto con la mera occupazione militare, più peculiare era però la situazione nell'Indocina francese: dopo un breve confronto militare nel settembre 1940 le autorità coloniali, dichiaratesi fedeli al governo collaborazionista di Vichy dopo la capitolazione francese seguente l'invasione tedesca della Francia, concessero ai giapponesi l'uso dei porti e delle basi aeree nel Nord dell'Indocina; nel luglio 1941 questo accordo si estese anche alle basi nel sud della colonia, consentendo ai nipponici di disporre dei campi di aviazione della zona nonché del grande porto della Baia di Cam Ranh. Le autorità coloniali francesi rimasero formalmente al potere, ma furono di fatto ridotte al rango di fantocci dei giapponesi. Dopo la liberazione della Francia da parte degli Alleati nel 1944, le autorità coloniali di Saigon stabilirono contatti con il nuovo governo francese a Parigi, dando avvio a preparativi per una rivolta contro l'occupazione giapponese; anche i giapponesi, del resto, stavano stilando piani per un disarmo forzato delle residue forze militari francesi in Indocina e l'avvio di una piena occupazione della regione, e i servizi di intelligence di Tokyo appresero rapidamente quali fossero le intenzioni delle autorità coloniali.
Con la guerra che volgeva rapidamente a sfavore del Giappone, i convogli navali in transito nel Mar Cinese Meridionale iniziarono a cadere sempre più vittima degli attacchi dei sommergibili degli Alleati, a cui poi si unirono, nel tardo 1944, gli attacchi delle forze aeree. Questi attacchi erano guidati dalle attività di SIGINT dei servizi d'informazioni alleati e dai pattugliamenti dei velivoli da ricognizione a lungo raggio, integrati dai rapporti forniti da osservatori posti a terra lungo le coste della Cina e informatori dislocati nei porti del Sud-est asiatico. I bombardieri della Fourteenth Air Force della United States Army Air Forces (USAAF), stazionati nelle basi nell'interno della Cina, attaccavano regolarmente tanto i convogli giapponesi in navigazione nel Mar Cinese quanto i porti commerciali della Cina meridionale occupati dai nipponici, oltre alle infrastrutture militari in Indocina; i servizi clandestini degli Alleati intrapresero invece poche attività in Indocina almeno fino al secondo quarto del 1945. Nonostante le perdite di petroliere e navi cargo andassero aumentando, il governo giapponese continuò a ordinare ai suoi mercantili di percorrere il passaggio obbligato del Mar Cinese Meridionale; nel tentativo di limitare le perdite, i convogli e le navi in navigazione solitaria abbandonarono le rotte navali dirette comunemente seguite in favore di percorsi meno battuti, oppure presero a navigare più vicino alle coste cinesi e indocinesi o sfruttando il favore del buio.
Le forze terrestri degli Stati Uniti diedero l'avvio alla liberazione delle Filippine dall'occupazione giapponese il 25 ottobre 1944, sbarcando sull'isola di Leyte al centro dell'arcipelago. Dopo aver stabilito una base sicura a Leyte, il 13 dicembre gli statunitensi estesero le loro conquiste sbarcando sull'isola di Mindoro; questa operazione portò all'acquisizione di varie basi aeree da cui potevano essere condotti tanto attacchi contro il traffico navale nel Mar Cinese Meridionale, quanto missioni di supporto al progettato sbarco nel golfo di Lingayen nel Nord di Luzon, tappa fondamentale nella liberazione delle Filippine, previsto per il gennaio 1945. La Marina imperiale giapponese subì pesanti perdite nel tentativo di arrestare la progressione degli statunitensi nelle Filippine, e la combinazione tra gli affondamenti riportati nella battaglia del Golfo di Leyte nell'ottobre 1944 e quelli riportati nella precedente battaglia del Mare delle Filippine nel giugno 1944 resero di fatto impossibile per la flotta nipponica condurre altre grandi battaglie contro gli Alleati.

## La preparazione

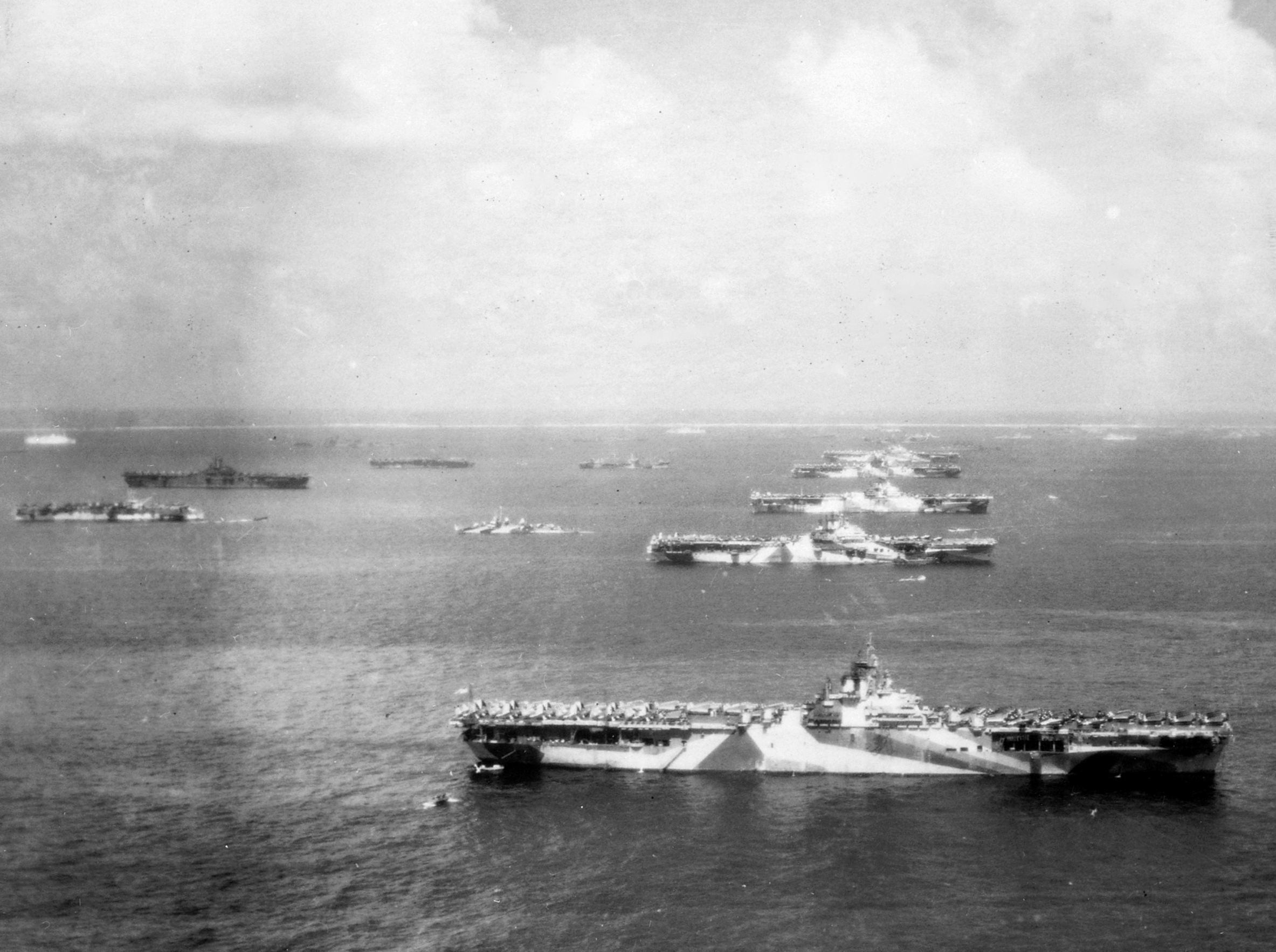
Alcune delle portaerei della Third Fleet fotografate nella base di Ulithi all'inizio di dicembre 1944

Già nel tardo 1944 l'ammiraglio William Halsey, comandante della United States Third Fleet, aveva iniziato a stilare piani per un'incursione aeronavale della sua flotta nella zona del Mar Cinese Meridionale; il 21 novembre 1944 Halsey chiese formalmente all'ammiraglio Chester Nimitz, comandante in capo della United States Pacific Fleet e del Pacific Ocean Areas, il permesso di condurre il raid, ma la sua proposta venne inizialmente respinta. Nel dicembre seguente, tuttavia, l'alto comando della United States Navy iniziò a nutrire timori circa il fatto che la Marina giapponese potesse ancora tentare di tagliare le rotte di rifornimento per la progettata testa di ponte da allestire nel Golfo di Lingayen; questi timori sembrarono trovare una conferma il 26 dicembre, quando una forza navale giapponese sortita dalla Baia di Cam Ranh in Indocina aveva condotto un bombardamento mordi-e-fuggi della testa di ponte statunitense a Mindoro, pur dovendo ripiegare sotto gli attacchi dei velivoli alleati.
Per evitare il pericolo di nuovi raid simili, gli ammiragli della US Navy decisero di annientare le residue forze offensive rimaste alla Marina imperiale giapponese, che si riteneva fossero suddivise tra gli ancoraggi della Baia di Cam Ranh e del Mare interno di Seto; a questo stadio della guerra il Mare di Seto era ancora fuori dal raggio di azione dei bombardieri dell'USAAF, facendo così della Baia di Cam Ranh il principale obiettivo degli statunitensi. Halsey e Nimitz discussero nuovamente del proposto raid nel Mar Cinese nel corso di un incontro il 25 dicembre 1944 nella base avanzata della US Navy di Ulithi, nelle isole Caroline; il 28 dicembre Nimitz diede ad Halsey il permesso di lanciare attacchi alle basi giapponesi nel Mar Cinese Meridionale non appena la sua flotta fosse stata libera dal compito di supportare gli sbarchi nel Golfo di Lingayen, e qualora «le maggiori unità della flotta giapponese fossero state avvistate» nella zona. Halsey trasmise i piani già preparati ai suoi subordinati quello stesso 28 dicembre: la sua intenzione era quella di attaccare il maggior numero di unità giapponesi scovate nell'area, ma in aggiunta si puntava anche a scoraggiare qualunque ulteriore operazione della Marina imperiale nel bacino conducendo un'impressionante dimostrazione di forza. Sebbene la Fourteenth Air Force stesse conducendo attacchi alle navi e alle basi aeree giapponesi nei dintorni di Hong Kong in preparazione dell'invasione di Luzon, i comandi dell'USAAF non furono informati dei piani della Third Fleet in merito al Mar Cinese Meridionale e nessuno sforzo venne compiuto per coordinare le azioni delle due unità nell'area.
I piani per l'incursione specificavano che la Third Fleet sarebbe entrata nel Mar Cinese Meridionale dallo stretto di Luzon, piegando poi a sud-ovest. Nel corso del transito nello stretto le portaerei della flotta avrebbero attaccato le basi aeree giapponesi su Formosa e provveduto alla copertura degli sbarchi nel Golfo di Lingayen il 9 gennaio 1945; tre sommergibili della United States Seventh Fleet sarebbero stati distaccati nel Mar Cinese per soccorrere gli equipaggi di velivoli statunitensi costretti a precipitare in mare. Il raid avrebbe portato le navi della Third Fleet a operare molto vicino alle basi aeree giapponesi, i cui velivoli rappresentavano la minaccia maggiore per le navi di Halsey: i servizi di intelligence alleati stimavano in circa 300 gli apparecchi nipponici schierati a Formosa, circa 500 quelli nelle basi nel sud della Cina e nel nord dell'Indocina, 170 quelli nell'Indocina meridionale, in Birmania e Thailandia, e 280 quelli nelle Indie olandesi. Benché molti di questi apparecchi appartenessero al Servizio aeronautico dell'Esercito giapponese e fossero di conseguenza meno addestrati agli attacchi contro navi rispetto agli aerei dell'Aviazione navale nipponica, vi era un forte rischio che stormi di kamikaze potessero abbattersi sulle unità statunitensi. In aggiunta, muovere in forze nel Mar Cinese Meridionale in gennaio poteva essere un notevole azzardo meteorologico, visto che in quel periodo dell'anno la zona era frequentemente soggetta a tifoni.

## Forze in campo

### Gli statunitensi

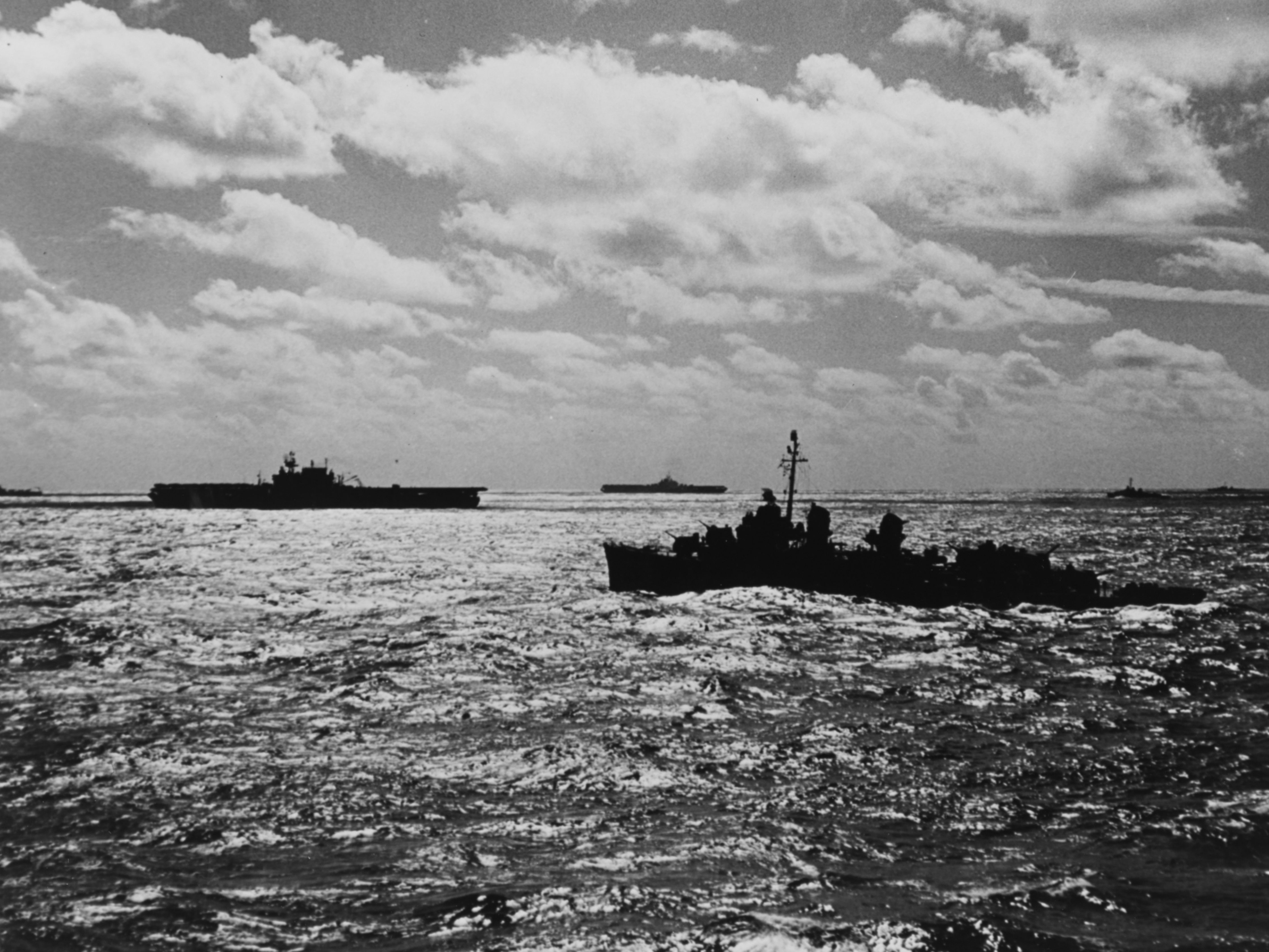
Navi della Third Fleet fotografate in rotta per le Filippine nel gennaio 1945

Al gennaio 1945 la Third Fleet era costruita attorno alla flotta di portaerei veloci della Pacific Fleet, la Fast Carrier Task Force, divenuta da tempo il principale elemento offensivo della US Navy nell'oceano Pacifico; il controllo di questa forza era alternato a intervalli regolari tra la Third Fleet di Halsey e la United States Fifth Fleet dell'ammiraglio Raymond Spruance, con il conseguente cambio di nome in codice da Task Force 38 quando sotto Halsey a Task Force 58 quando sotto Spruance. Come Task Force 38 la flotta portaerei era comandata dal viceammiraglio John S. McCain Sr., e nel gennaio 1945 era suddivisa in tre gruppi di portaerei d'attacco e un gruppo addestrato agli attacchi notturni: i gruppi d'attacco erano il Task Group 38.1 con quattro portaerei, due navi da battaglia, sei incrociatori e 25 cacciatorpediniere, il Task Group 38.2 con quattro portaerei, tre navi da battaglia, cinque incrociatori e 24 cacciatorpediniere, e il Task Group 38.3 con quattro portaerei, tre navi da battaglia, cinque incrociatori e 17 cacciatorpediniere; il gruppo d'attacco notturno, Task Group 38.5, si componeva di due portaerei e sei cacciatorpediniere, e durante il giorno operava normalmente al fianco del Task Group 38.2. Le portaerei statunitensi imbarcavano un totale di circa 900 apparecchi.
Dopo la forza d'attacco, il principale elemento della Third Fleet era l'unità logistica, designata come Task Group 30.8 e comprendente un gran numero di petroliere, navi trasporto munizioni e diverse portaerei di scorta cariche di apparecchi di rimpiazzo per le portaerei della Task Force 38; la forza logistica era protetta da una scorta di cacciatorpediniere. Completava l'organico della Third Fleet un gruppo d'attacco deputato alla caccia e distruzione dei sommergibili nemici, il Task Group 30.7, composto da una portaerei di scorta e tre cacciatorpediniere di scorta che tipicamente operava a protezione del Task Group 30.8.

### I giapponesi
A dispetto delle previsioni degli strateghi statunitensi, la Marina imperiale giapponese non aveva alcuna intenzione di attaccare le linee di comunicazione degli Alleati nelle Filippine e Cam Ranh non era più la base di una grossa flotta da combattimento. Al 1º gennaio 1945 quanto restava dei principali elementi d'attacco della Marina giapponese nel Sud-est asiatico, rappresentati principalmente dalle due navi da battaglia classe Ise e da pochi incrociatori e cacciatorpediniere, era stato spostato nella base di Singapore o nelle sue vicinanze, e da Cam Ranh operavano ormai solo le unità leggere di scorta ai convogli mercantili; sebbene, come detto, nel gennaio 1945 molte centinaia di apparecchi giapponesi fossero schierati nelle basi intorno al bacino del Mar Cinese Meridionale, relativamente pochi equipaggi addestrati erano disponibili per pilotarli. Per quanto il quartier generale giapponese avesse discusso dell'opportunità di sferrare un grande attacco alle linee di comunicazione della testa di ponte statunitense a Lingayen, il 20 gennaio 1945 si convenne di concentrare tutte le forze disponibili nella difesa dell'arcipelago nipponico stesso e di limitarsi a condurre solo azioni ritardanti sugli altri fronti; come risultato, al momento del raid le forze giapponesi nel Mar Cinese erano concentrate principalmente nel prepararsi a resistere a futuri attacchi degli Alleati nella zona. I giapponesi ritenevano che le forze statunitensi avrebbero potuto lanciare un'invasione anfibia dell'Indocina una volta completata a liberazione delle Filippine, e vi era inoltre il timore di ulteriori attacchi alleati in direzione delle vecchie colonie britanniche del Sud-est asiatico; nel tentativo di coordinare meglio tutte le risorse giapponesi in zona, nel gennaio 1945 tutte le forze dell'Esercito e della Marina imperiale furono poste agli ordini del Gruppo d'armate di spedizione meridionale al comando del maresciallo Hisaichi Terauchi, il cui quartier generale era situato a Singapore.
A dispetto di questi preparativi, i giapponesi non erano in grado di contrastare energici attacchi al loro naviglio nel Mar Cinese Meridionale. Sebbene le forze della Marina imperiale deputate alla difesa del traffico mercantile fossero state espanse nel corso del 1944, esse rimanevano in larga parte inadeguate al compito: il tipo più comune di unità di scorta era la Kaibokan, un tipo di corvetta anti-sommergibili piuttosto vulnerabile agli attacchi dall'aria per via della sua bassa velocità e del debole armamento contraerei. La Marina destinava inoltre solo pochi aerei alle attività di scorta ai convogli nel Mar Cinese Meridionale e, a causa della tradizionale rivalità con l'Esercito, aveva rifiutato l'offerta avanzata da quest'ultimo di ulteriori squadroni di caccia per questo scopo, formulata giusto poco prima dell'avvio dell'incursione statunitense.

## L'operazione

### L'entrata nel Mar Cinese Meridionale

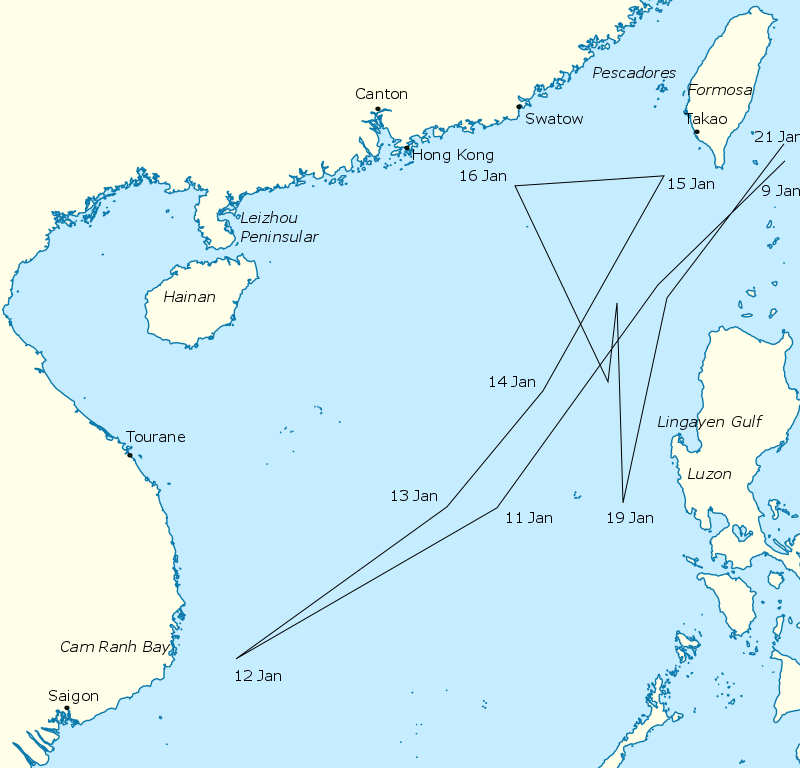
Carta del Mar Cinese Meridionale con la rotta approssimativa seguita dalla Third Fleet tra il 9 e il 21 gennaio 1945

La Third Fleet di Halsey salpò da Ulithi il 30 dicembre 1944, e tra il 3 e il 4 gennaio 1945 i velivoli delle sue portaerei iniziarono ad attaccare gli aeroporti giapponesi su Formosa, Okinawa e isole vicine, mossa volta a preparare gli sbarchi statunitensi nel Golfo di Lingayen; in aggiunta, i velivoli della Third Fleet attaccarono il naviglio giapponese sorpreso in navigazione al largo di Formosa affondando almeno tre mercantili e danneggiando quattro unità di scorta. Su richiesta del generale Douglas MacArthur, comandante del South West Pacific Area e responsabile delle operazioni nelle Filippine, la flotta lanciò una serie di attacchi ai campi di volo giapponesi su Luzon tra il 6 e il 7 gennaio; circa nello stesso tempo il vice ammiraglio Thomas Kinkaid, comandante della United States Seventh Fleet e incaricato di condurre lo sbarco nel Golfo di Lingayen, chiese ad Halsey di iniziare a operare a ovest di Luzon per fornire copertura aerea durante la prima fase dello sbarco. Halsey ritenne inappropriato per la sua flotta svolgere un ruolo così passivo, e insistette piuttosto nel lanciare ulteriori attacchi alle basi aeree nel sud di Formosa i cui velivoli rappresentavano la minaccia più importante per le navi di Kinkaid: questi attacchi furono quindi portati a termine il 9 gennaio, in contemporanea con gli sbarchi nel Golfo di Lingayen. Nel corso della mattinata del 9 gennaio, Nimitz autorizzò la Third Fleet di Halsey a sganciarsi dalla copertura delle operazioni di sbarco a Luzon e a inoltrarsi nel Mar Cinese Meridionale; dopo aver recuperato gli aerei in volo quel pomeriggio, Halsey ordinò quindi alle sue unità di attuare i piani d'attacco predisposti. Nel corso delle operazioni condotte tra il 3 e il 9 gennaio, la Third Fleet distrusse in volo o a terra più di 150 aerei giapponesi, ma perse anche 86 dei suoi apparecchi di cui 46 in incidenti.
Nella notte tra il 9 e il 10 gennaio, il corpo centrale della Third Fleet entrò nel Mar Cinese Meridionale attraverso il canale di Bashi nella parte settentrionale dello stretto di Luzon; il Task Group 30.8, ridotto nell'organico a sei petroliere veloci, due portaerei di scorta e alcuni cacciatorpediniere a protezione raggiunse invece il Mar Cinese passando per il canale di Balintang più vicino alla costa di Luzon. Nessuna di queste due forze venne localizzata dai giapponesi, sebbene dei caccia notturni operanti dalla portaerei USS Independence si fossero imbattuti in velivoli da trasporto nipponici in volo da Luzon per Formosa abbattendone tre. Halsey ricevette la notizia che un convoglio giapponese di circa 100 navi si trovava in navigazione lungo la costa meridionale della Cina diretto a Formosa, ma decise di non attaccarlo per non rivelare prematuramente la presenza della Third Fleet nel Mar Cinese Meridionale e spingere così la Marina imperiale a ritirare le sue forze dall'area.
Halsey aveva pianificato di rifornire in mare i suoi cacciatorpediniere nella giornata del 10 gennaio, ma questa manovra fu ostacolata dalle cattive condizioni meteorologiche; i cacciatorpediniere riuscirono tuttavia a completare il loro rifornimento di carburante dalle petroliere d'appoggio nel corso dell'11 gennaio, e la flotta poté così riprendere la sua rotta verso sud-ovest. La Third Fleet subì alcune riorganizzazioni in questo periodo: due incrociatori pesanti e cinque cacciatorpediniere furono trasferiti dall'organico del Task Group 38.1 a quello del Task Group 38.2, incaricato di attaccare con le sue portaerei Cam Ranh la mattina del 12 gennaio; subito dopo gli attacchi dei velivoli, le navi da battaglia e gli incrociatori del gruppo si sarebbero avvicinati alla costa per bombardare l'area e finire i bastimenti danneggiati negli attacchi aerei. La scelta dei bersagli da attaccare si basava sulle ultime informazioni di intelligence passate agli Alleati da una rete di informatori attiva in Indocina; la Third Fleet si mosse attraverso il Mar Cinese Meridionale per tutto il 10 e 11 gennaio senza essere individuata dai giapponesi.

### Gli attacchi nel sud dell'Indocina

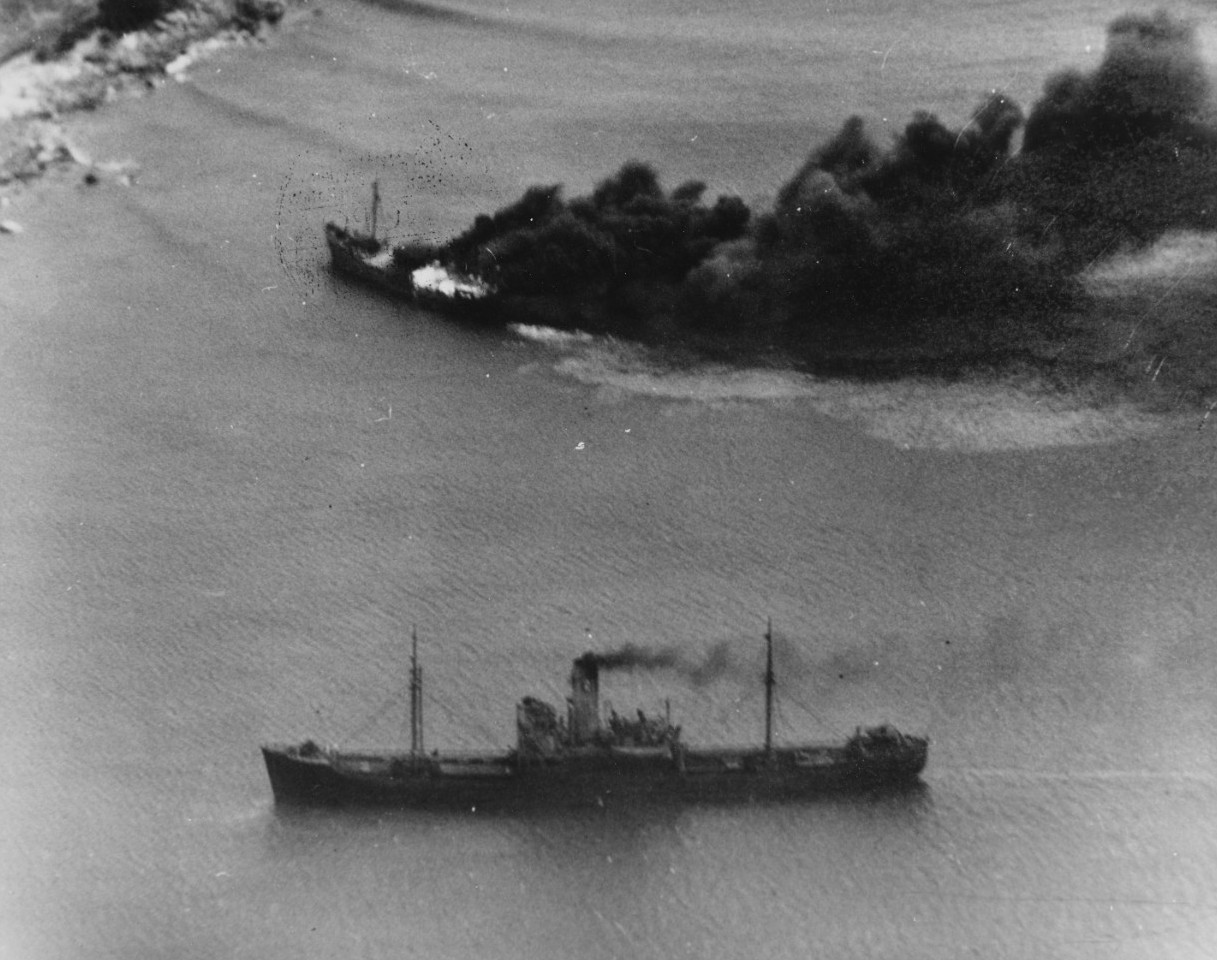
Mercantili giapponesi sotto attacco al largo della costa indocinese il 12 gennaio 1945; l'unità in fiamme in alto nella foto è la petroliera Ayayuki Maru

Il Task Group 38.2 del contrammiraglio Gerald F. Bogan iniziò ad avvicinarsi a Cam Ranh alle 14:00 dell'11 gennaio; i Task Group 38.1, 38.3 e 38.5 lo seguivano, lanciando pattuglie aeree da combattimento per proteggere dall'alto l'intera flotta, mentre il Task Group 30.8 rimase a distanza nella zona centrale del Mar Cinese Meridionale. Poco prima dell'alba del 12 gennaio il Task Group 38.5 iniziò a lanciare aerei da ricognizione per esplorare la baia di Cam Ranh e la regione vicina; i velivoli iniziarono a riferire via radio della posizione di tutte le navi giapponesi presenti in zona, concentrandosi in particolare nella ricerca delle due navi da battaglia classe Ise. Quando i piloti riferirono di non aver avvistato nessuna delle navi da battaglia giapponesi, si ritenne che esse fossero all'ancora in un approdo secondario coperte da un intenso camuffamento; passarono mesi prima che la US Navy si rendesse conto che, da tempo, le due corazzate non erano più dislocate nell'area. Alle 06:00 del 12 gennaio il Task Group 38.2 si era portato a 80 chilometri da Cam Ranh con gli altri due gruppi poco lontano alle sue spalle, e le portaerei statunitensi iniziarono quindi a lanciare i primi velivoli alle 07:31, circa mezz'ora dopo il sorgere del sole; i giapponesi non avevano ancora localizzato alcuna unità della Third Fleet, ed erano completamente impreparati a sostenere un attacco.
Due ondate d'attacco del Task Group 38.3 furono inviate ad assalire un convoglio giapponese localizzato al largo di Quy Nhơn nell'Indocina centrale, composto da dieci mercantili scortati da sette unità da guerra; in pochi minuti i velivoli statunitensi mandarono a fondo quattro petroliere, tre mercantili, l'incrociatore leggero Kashii e tre vascelli di scorta leggeri. Un altro convoglio, localizzato al largo di capo Padaran nell'Indocina meridionale, fu colpito duramente perdendo una petroliera, due cacciatorpediniere di scorta e un pattugliatore; un terzo convoglio, avvistato vicino a Cap Saint-Jacques, perse invece due mercantili, tre petroliere, tre cacciatorpediniere di scorta e un mezzo da sbarco tra unità affondate o costrette a incagliarsi sulla costa dagli attacchi aerei statunitensi.

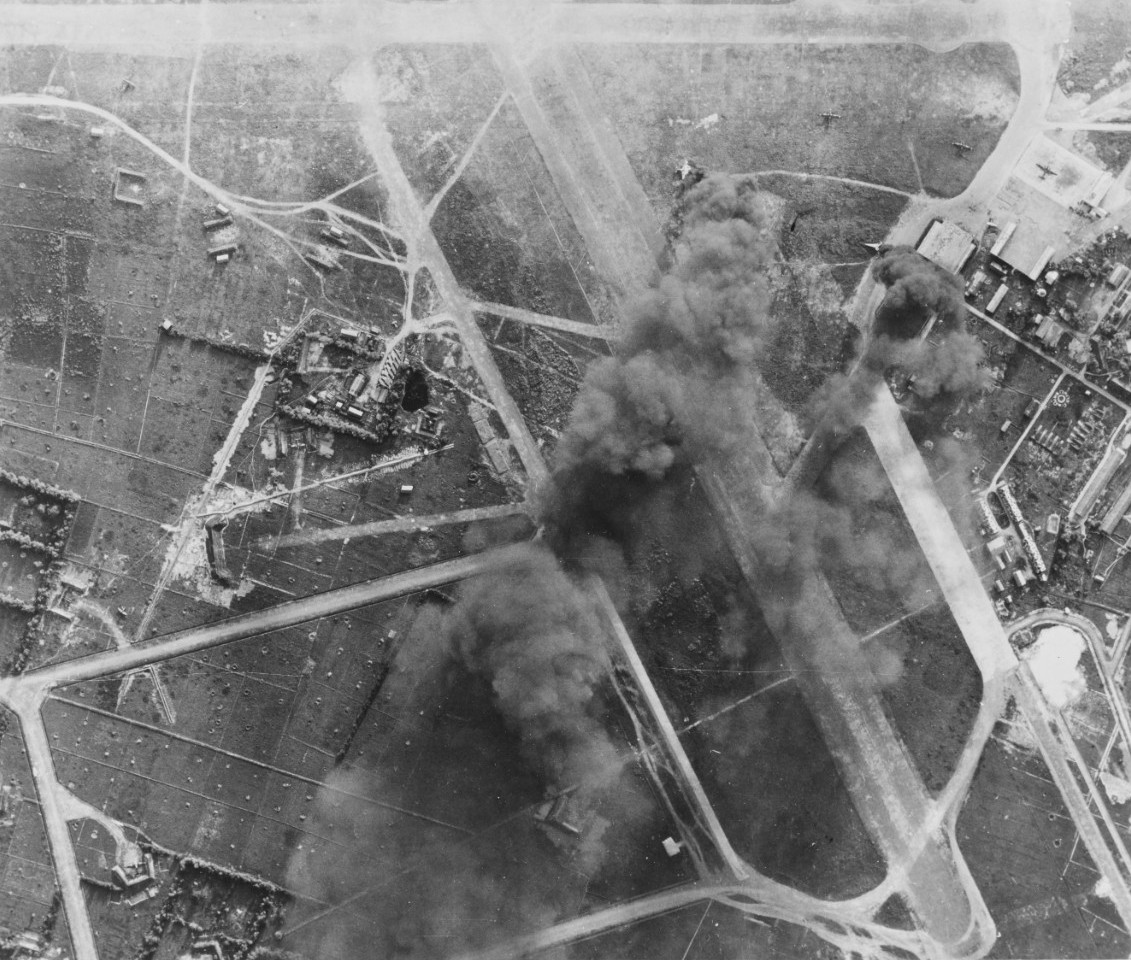
Veduta aerea dell'aeroporto di Tan Son Nhut vicino a Saigon durante i bombardamenti statunitensi del 12 gennaio 1945

Vari velivoli statunitensi attaccarono il naviglio alla fonda nei dintorni di Saigon: due mercantili e una petroliera furono colate a picco nel porto di Saigon, mentre una seconda petroliera fu affondata al largo della città. L'incrociatore leggero francese Lamotte-Picquet, in disarmo all'interno del porto, fu parimenti preso di mira e affondato, sebbene sventolasse chiaramente una bandiera francese; molte altre unità furono danneggiate nel corso dell'incursione nella zona di Saigon, tra cui cinque mercantili, due petroliere, tre mezzi da sbarco, due o quattro cacciatorpediniere di scorta, un dragamine e un pattugliatore: molte di queste unità furono portate a incagliare sulla costa per prevenirne l'affondamento, finendo però distrutte più tardi quello stesso mese quando la zona di Saigon fu investita da una tempesta. Altri aerei della Third Fleet furono mantenuti in pattugliamento nei cieli lungo la costa tra Đà Nẵng e Saigon, andando poi ad attaccare campi di volo, scali portuali e depositi di carburante; anche la stazione ferroviaria di Nha Trang e un ponte lungo la linea tra Saigon e Biên Hòa furono colpiti e danneggiati. Il gruppo d'attacco di superficie del Task Group 38.2, separatosi dalle portaerei alle 06:40 e spintosi lungo la costa con una forza di due navi da battaglia, due incrociatori pesanti, tre incrociatori leggeri e dodici cacciatorpediniere, non avvistò invece alcuna unità navale giapponese.
Gli attacchi del 12 gennaio furono un grosso successo per gli statunitensi, con almeno 46 navi giapponesi colate a picco tra cui 33 mercantili per 142 285 tonnellate di stazza; dodici dei mercantili affondati erano petroliere. In aggiunta i giapponesi persero anche tredici navi da guerra, tra cui un incrociatore leggero, due cacciatorpediniere, sette corvette, un pattugliatore, un posamine e un trasporto militare. Sebbene pochi degli aerei giapponesi in zona fossero operativi, gli aviatori statunitensi rivendicarono l'abbattimento di 15 velivoli nemici in aria, oltre a distruggere 20 idrovolanti alla fonda a Cam Ranh e altri 77 apparecchi al suolo in vari campi di aviazione. Le perdite totali della Third Fleet ammontarono a 23 aerei: le autorità francesi in Indocina si rifiutarono di consegnare ai giapponesi gli aviatori statunitensi recuperati sul loro territorio, e fornirono loro delle scorte per accompagnarli al confine con le zone della Cina ancora libere dall'occupazione nipponica; anche molti civili indocinesi fornirono soccorso agli aviatori abbattuti, aiutandoli a scappare. Come risultato di queste azioni, quasi tutti gli equipaggi dei velivoli abbattuti sopra l'Indocina riuscirono a rientrare nelle linee alleate in Cina.

### Altri attacchi contro Formosa

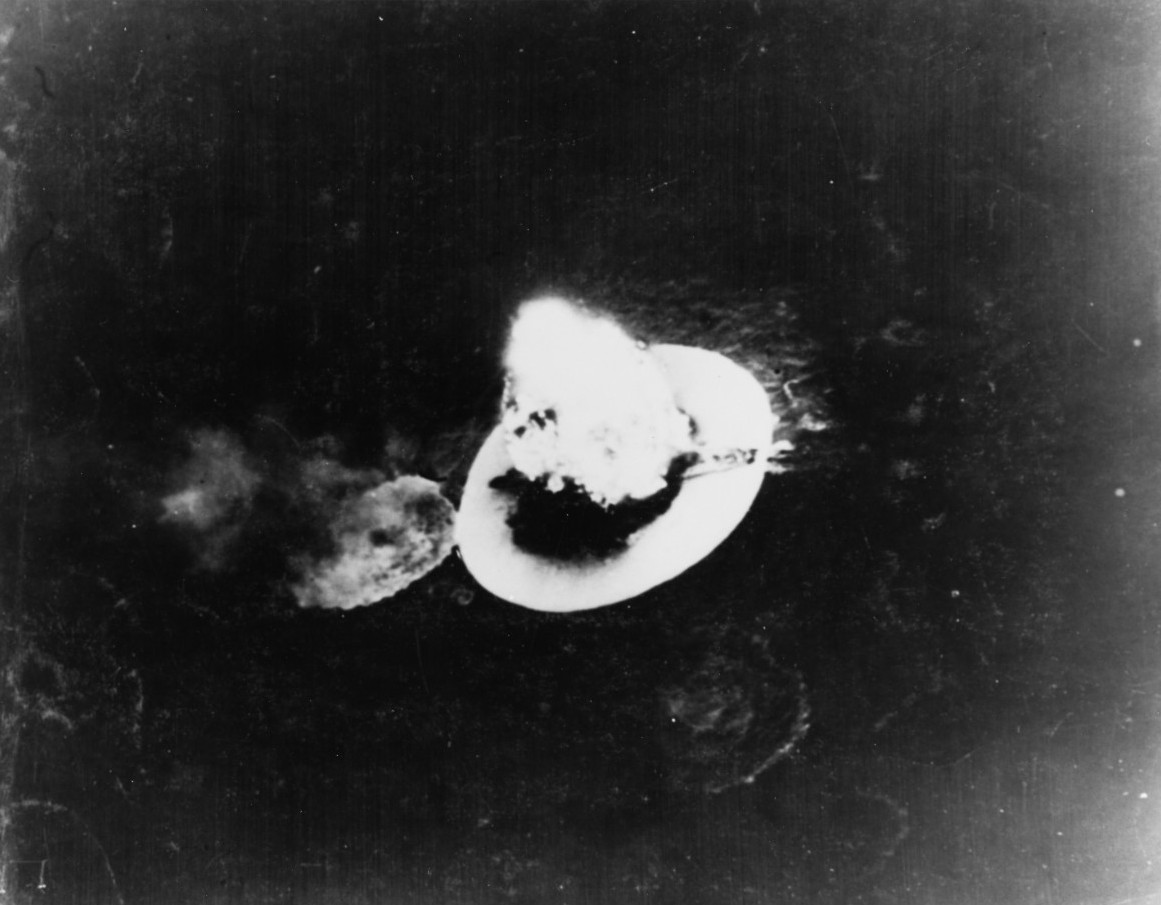
La nave da sbarco giapponese T.14 esplode dopo essere stata centrata dai velivoli statunitensi a Takao il 15 gennaio 1945

Alle 19:31 del 12 gennaio la Third Fleet invertì la rotta e diresse verso nord-est incontro alle unità logistiche del Task Group 30.8; questa rotta fu mantenuta anche il giorno successivo, al fine di evitare tanto un tifone in arrivo quanto gli aerei da ricognizione giapponesi. Il rifornimento in mare dalle petroliere del Task Group 30.8 fu reso difficoltoso dalle condizioni meteo, ma tutti i cacciatorpediniere completarono il carico del carburante per il 13 gennaio. Quello stesso giorno, il Chief of Naval Operations della US Navy ammiraglio Ernest King ordinò alla Third Fleet di disporsi «in una posizione strategica per intercettare forze nemiche in arrivo nella zona del Golfo di Lingayen sia da nord che da sud»; nel passare questo ordine ad Halsey, Nimitz lo autorizzò anche ad attaccare la zona di Hong Kong se obiettivi di più alto valore non fossero stati avvistati.
Il 14 gennaio le unità statunitensi continuarono a rifornirsi dalle petroliere, sebbene le condizioni del mare si mantenessero pessime; alla fine, tutte le principali navi da guerra furono rifornite fino ad almeno il 60% della loro capacità massima di carburante, al punto che il Task Group 30.8, ormai a corto di rifornimenti, ricevette l'ordine di separarsi dalla flotta e di dirigersi a un incontro con altre petroliere al largo di Mindoro. Completato il rifornimento, la Third Fleet piegò verso nord e si avvicinò a Formosa; con il tempo che si manteneva brutto, alle 03:00 del 15 gennaio McCain raccomandò ad Halsey di annullare l'attacco e far ripiegare la flotta verso sud, ma Halsey respinse la proposta e decise di continuare con l'operazione. In aggiunta, l'ammiraglio ordinò di lanciare quello stesso 15 gennaio velivoli da ricognizione per esplorare una vasta area comprendente gli approdi di Amoy, Shantou e Hong Kong sulla costa cinese, l'isola di Hainan e l'arcipelago delle isole Pescadores per localizzare le navi da battaglia classe Ise giapponesi; la portaerei USS Enterprise, designata alle operazioni notturne, lanciò i velivoli alle 04:00 di quella mattina.
Alle 07:30 del 15 gennaio la Third Fleet si era portata a 410 chilometri a est-sud-est di Hong Kong e 270 chilometri a sud-ovest di Formosa, iniziando a far decollare i suoi stormi aerei. Dieci gruppi di caccia furono distaccati sopra Formosa, mentre altri sei andarono a pattugliare le piste di volo giapponesi lungo la costa della terraferma cinese; in aggiunta, otto gruppi d'attacco furono lanciati in direzione degli scali portuali di Takao e Toshien nel sud di Formosa: fu individuato un vasto quantitativo di naviglio nemico, ma gli attacchi statunitensi furono frustrati dal cattivo tempo e dall'intenso fuoco antiaereo incontrato. A Takao gli apparecchi delle portaerei affondarono il cacciatorpediniere Hatakaze e la nave da sbarco T.14, mentre una petroliera venne colpita e costretta a spiaggiarsi; alcuni dei velivoli attaccanti furono dirottati sullo scalo di Mako nelle Pescadores, dove il tempo era migliore, e qui colarono a picco il vecchio cacciatorpediniere giapponese Tsuga. Una stazione meteo e un impianto radio posti sulle Isole Pratas furono inoltre bombardati da apparecchi della Enterprise. I piloti statunitensi rivendicarono la distruzione di 16 aerei giapponesi in volo e altri 18 al suolo durante la giornata; le perdite della Third Fleet per il 15 gennaio ammontarono invece a 12 aerei persi in combattimento o per incidenti. Alle 16:44 le portaerei cambiarono rotta e iniziarono a procedere in direzione di Hong Kong in vista di ulteriori attacchi da condurre il giorno successivo.

### Gli attacchi a Hong Kong e al sud della Cina

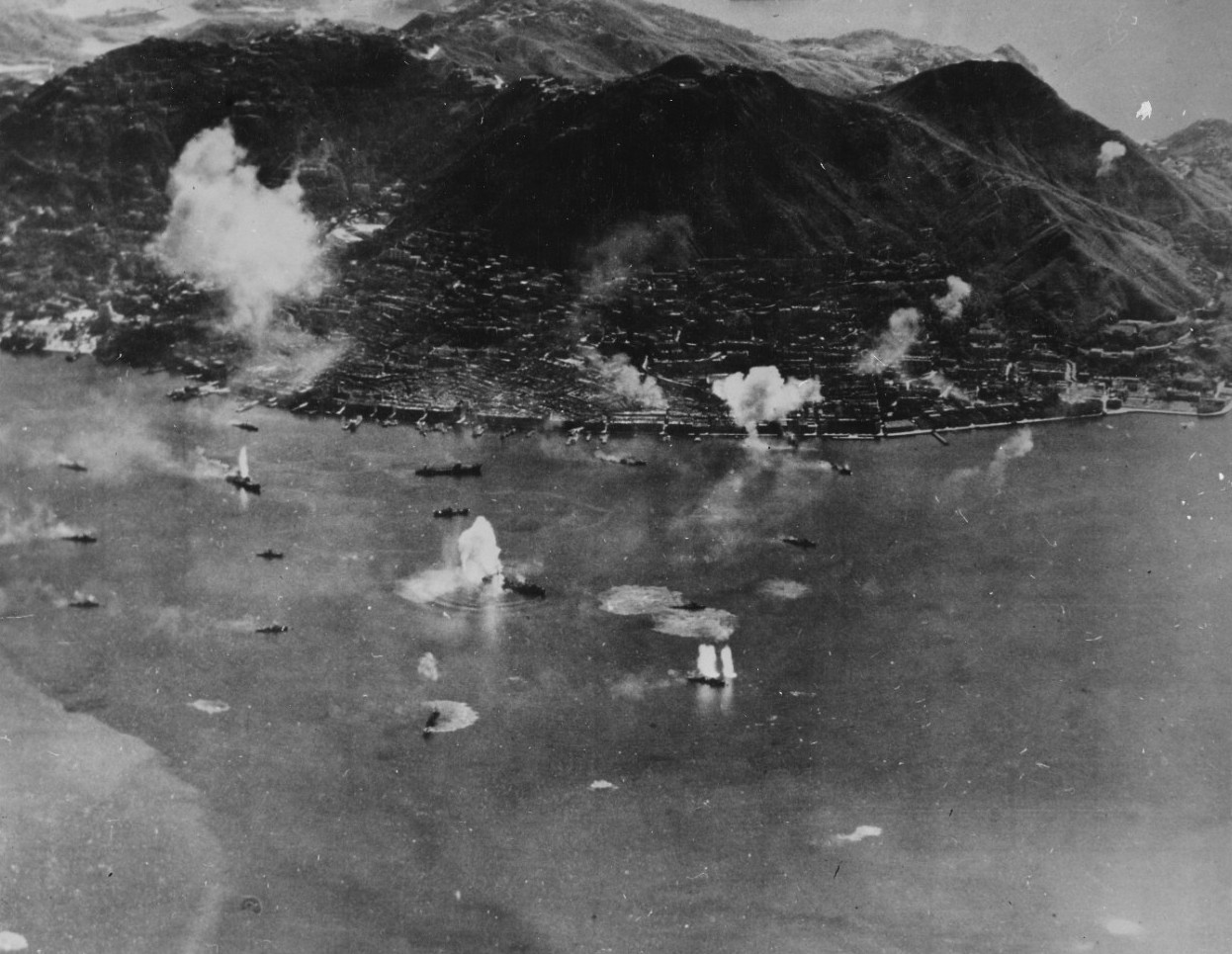
La rada di Hong Kong sotto l'attacco dei velivoli statunitensi il 16 gennaio 1945

La colonia britannica di Hong Kong era stata occupata dai giapponesi nel dicembre 1941, divenendo una significativa base navale e logistica della Marina imperiale. I bombardieri a lungo raggio dell'USAAF di base in Cina avevano iniziato ad attaccare l'area di Hong Kong dall'ottobre 1942: molte di queste incursioni coinvolgevano solo un piccolo numero di velivoli, e tipicamente prendevano di mira le navi giapponesi ancorate in rada la cui posizione era riferita dai locali guerriglieri cinesi. Dal gennaio 1945 invece la città era oggetto di regolari bombardamenti da parte dell'USAAF.
Alle 07:32 del 16 gennaio la Third Fleet iniziò a far decollare i suoi apparecchi alla volta di Hong Kong: la città sarebbe stata l'obiettivo principale della giornata, con 138 aerei inviati all'attacco quella mattina e altri 158 inviati nel pomeriggio. In rada i velivoli statunitensi sorpresero e affondarono cinque grandi petroliere e una nave rifornimento della Marina imperiale, oltre a danneggiare diverse altre unità: le petroliere erano parte del convoglio Hi 87, dirottato a Hong Kong dal suo viaggio verso sud proprio nel tentativo evitare le unità della Third Fleet in azione nel Mar Cinese Meridionale. L'aeroporto di Kai Tak venne preso di mira e pesantemente danneggiato, con tutti gli apparecchi qui presenti finiti distrutti al suolo; anche i cantieri navali di Kowloon e Taikoo subirono danni diffusi. Altri bersagli di minor valore strategico, come i moli di Aberdeen e i treni della Kowloon-Canton Railway, furono mitragliati da apparecchi statunitensi alla ricerca di bersagli di opportunità. Il villaggio di Hung Hom, posto proprio accanto ai cantieri di Kowloon, fu pesantemente bombardato e centinaia di civili rimasero uccisi o feriti; anche il campo di internamento allestito vicino a Stanley fu raggiunto da una bomba finita fuori bersaglio che uccise 14 dei civili alleati qui detenuti. Gli aerei della Fourteenth Air Force condussero in contemporanea quello stesso 16 gennaio un attacco su Hong Kong, non coordinato con quello dei velivoli della Third Fleet.

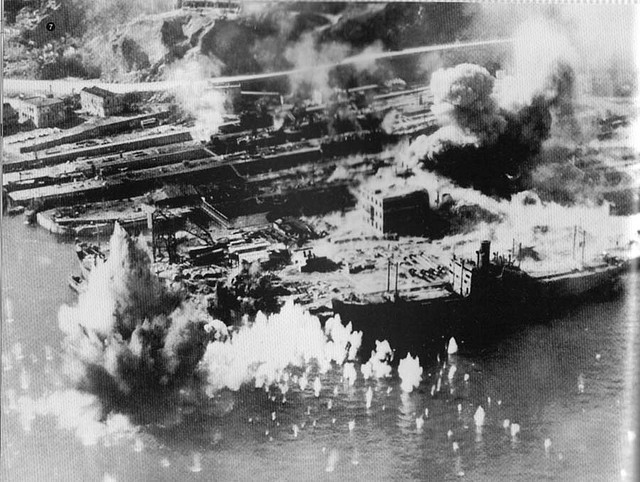
Veduta dello scalo di Taikoo a Hong Kong mentre viene bombardato dai velivoli statunitensi

La guarnigione giapponese di Hong Kong si oppose strenuamente all'incursione, mettendo in atto efficaci tattiche anti-aeree che gli statunitensi non avevano mai incontrato prima; i piloti della US Navy descrissero il fuoco antiaereo su Hong Kong come di volume variabile «da intenso a incredibile». Gli aerosiluranti Grumman TBF Avenger inviati contro le navi ancorate in rada soffrirono in particolare pesanti perdite a causa della bassa altitudine a cui conducevano i loro attacchi; inoltre, molti dei siluri lanciati dagli Avenger non colpirono alcun bersaglio perché regolati a una profondità troppo elevata.
La colonia portoghese di Macao, posta nelle vicinanze di Hong Kong, rimase parimenti coinvolta nel bombardamento. Benché il Portogallo si fosse dichiarato neutrale nella guerra, le locali autorità coloniali lusitane erano state costrette ad accettare la presenza di "consiglieri" militari giapponesi sin dal 1943, e abitualmente scambiavano con i nipponici rifornimenti bellici in cambio di vettovaglie. I velivoli statunitensi presero di mira un ammasso di barili di combustibile per aerei collocato presso il centro di aviazione navale di Macao, che secondo gli informatori degli Alleati era pronto per essere venduto ai giapponesi; anche il forte Dona Maria II fu attaccato, probabilmente per distruggere una stazione radio collocata al suo interno o nelle vicinanze, e vari danni furono inflitti alle zone residenziali e al porto della città. La guarnigione portoghese di Macao non aveva a disposizione alcuna arma antiaerea di un certo valore, e non aprì il fuoco sui velivoli statunitensi; due soldati portoghesi e diversi civili rimasero uccisi nel bombardamento. Secondo lo storico Geoffrey C. Gunn, non è del tutto chiaro perché Macao venne bombardata il 16 gennaio 1945, visto che il governo statunitense aveva dichiarato che avrebbe rispettato la neutralità della città e che l'obbiettivo di distruggere un po' di carburante per aerei non compensava l'incidente diplomatico che ne sarebbe scaturito; è probabile che, al momento pianificare il raid, l'intelligence della US Navy non fosse a conoscenza della linea politica del governo circa Macao.
Nel corso di quello stesso 16 gennaio furono condotti altri attacchi su obbiettivi posti lungo la costa della Cina meridionale: venne colpito il porto di Canton, e due attacchi e due pattugliamenti di stormi di caccia furono condotti su località poste sull'isola di Hainan; aerei da caccia mitragliarono inoltre vari campi di volo situati tra la penisola di Leizhou a ovest e Shantou a est, incontrando tuttavia pochi apparecchi giapponesi.
Le perdite statunitensi per il 16 gennaio ammontarono a 22 aerei persi in combattimento e 27 apparecchi distrutti in incidenti; i giapponesi rivendicarono l'abbattimento di 10 aerei nemici sopra la sola Hong Kong. I piloti della US Navy, di per contro, riferirono della distruzione di 13 velivoli giapponesi. Almeno quattro aviatori statunitensi furono presi prigionieri dopo che i loro velivoli furono abbattuti su Hong Kong, ma altri sette riuscirono a sfuggire alla cattura e a raggiungere le zone della Cina controllate dagli Alleati.

### La fine dell'operazione
Completati gli attacchi del 16 gennaio, la Third Fleet piegò verso sud per andare a rifornirsi dalle petroliere. Il giorno seguente le condizioni del tempo si rivelarono particolarmente brutte, rendendo impossibile completare il rifornimento; il tempo peggiorò ulteriormente il 18 gennaio, rendendo ogni operazione di rifornimento impossibile. Visto che i suoi esperti meteo riferivano che il tempo si sarebbe mantenuto pessimo anche per il 19 gennaio, Halsey decise infine di lasciare il Mar Cinese Meridionale passando per il più vicino stretto di Surigao nelle Filippine centrali piuttosto che di dirigere a nord per passare dallo stretto di Luzon; quando Nimitz fu informato di ciò, tuttavia, chiese che la Third Fleet si servisse dello stretto di Luzon come concordato, pur lasciando ad Halsey la decisione finale sulla rotta da prendere: secondo Nimitz, passando per Surigao la flotta sarebbe stata rilevata dalle guarnigioni giapponesi rimaste tagliate fuori nelle isole minori delle Filippine, consentendo all'aeronautica nipponica di sferrare attacchi contro la colonna di navi in movimento nello stretto. In aggiunta, passando a nord di Luzon la flotta si sarebbe ritrovata subito in una buona posizione per portare a termine la sua successiva missione, una nuova campagna di attacchi aerei e ricognizioni contro Formosa e le isole Ryūkyū in preparazione del successivo assalto a Okinawa.
Halsey decise infine di assecondare le richieste di Nimitz. La Third Fleet riuscì a completare le operazioni di rifornimento il 19 gennaio, procedendo quindi verso nord alla volta del canale di Balintang; il Task Group 30.8 invece si separò dal corpo principale e procedette verso est alla volta dello stretto di Surigao. Il 20 gennaio la flotta transitò senza danni attraverso il canale di Balintang, con una divisione di cacciatorpediniere a precedere i gruppi di portaerei; vari velivoli nipponici furono avvistati dagli apparati radar delle navi, e 15 apparecchi da trasporto intenti a evacuare personale da Luzon furono abbattuti dai caccia statunitensi. La Third Fleet completò quindi il transito nel canale per le 22:00 di quello stesso giorno.

## Conseguenze

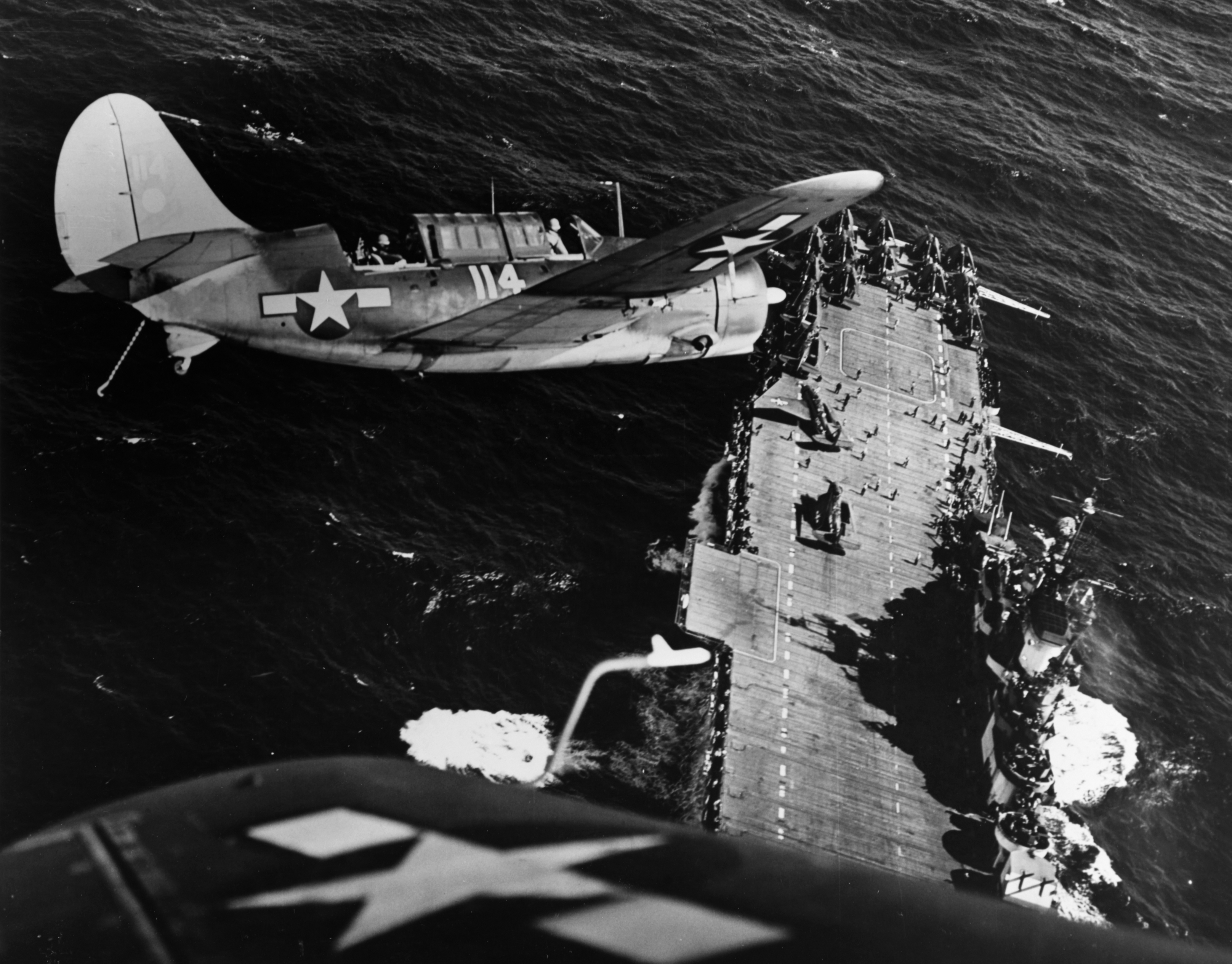
Un bombardiere Curtiss SB2C Helldiver sorvola la portaerei nel Mar Cinese Meridionale nel gennaio 1945

Dopo aver lasciato il Mar Cinese Meridnale la Third Fleet diresse per la sua successiva missione, e il 21 gennaio i velivoli delle portaerei attaccarono nuovamente il sud di Formosa, affondando dieci mercantili nella rada di Takao. Un contrattacco dei velivoli nipponici questa volta ebbe successo, con la portaerei USS Langley raggiunta da due bombe di piccolo calibro e la portaerei USS Ticonderoga gravemente danneggiata dall'impatto di due velivoli kamikaze; anche il cacciatorpediniere USS Maddox fu raggiunto da un kamikaze, ma subì danni leggeri. In aggiunta la portaerei USS Hancock, nave ammiraglia di McCain, subì gravi danni quando la bomba trasportata da un TBF Avenger esplose accidentalmente poco dopo che il velivolo ebbe appontato sulla nave; tanto la Hancock quanto la Ticonderoga dovettero lasciare la flotta e dirigere a Ulithi per le riparazioni. Il 22 gennaio invece la Third Fleet colpì le isole Ryukyu: lo scopo principale dell'incursione era raccogliere fotografie dell'isola di Okinawa in preparazione della sua invasione, ma furono anche compiuti attacchi ai danni di basi aeree e scali portuali. Completati anche questi attacchi, nel pomeriggio del 22 gennaio la flotta diresse per Ulithi, dove arrivò il 25 gennaio seguente; il giorno successivo, Halsey cedette il comando della squadra portaerei a Spruance e la flotta assunse la designazione di Fifth Fleet.
L'incursione nel Mar Cinese Meridionale venne considerata come un successo. Tra il 10 e il 20 gennaio 1945 la Third Fleet aveva percorso 3 800 miglia (6 100 chilometri) in acque nemiche senza soffrire alcuna grave perdita di naviglio o anche solo un grave contrattempo. Secondo Nimitz, «la sortita nel Mar Cinese Meridionale è stata ben concepita e brillantemente eseguita», e l'ammiraglio apprezzò in particolare la gestione del supporto logistico della flotta; l'unico rincrescimento fu che nessuna unità da guerra giapponese di grosso tonnellaggio era stata localizzata e attaccata. Secondo lo storico John Prados, «le perdite inflitte ai convogli al largo dell'Indocina francese furono il risultato più significativo dell'operazione Gratitude»; similmente, per Mark P. Parillo la distruzione di 25 petroliere nel corso del raid «ha segnato il destino per qualsiasi resistenza giapponese a lungo termine».

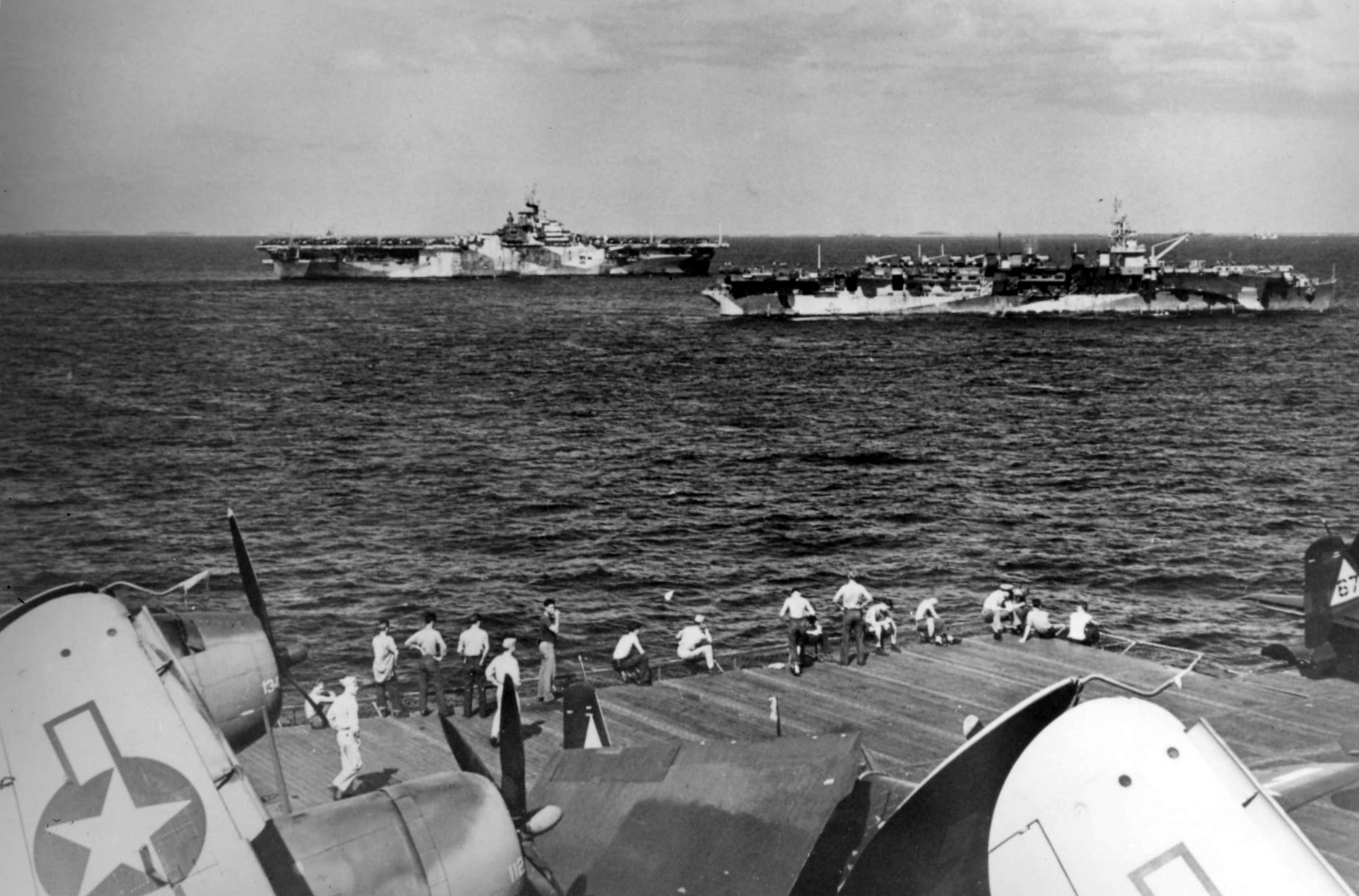
Le portaerei USS Hornet (a sinistra) e USS Independence fotografate in navigazione il 26 gennaio 1945

Per l'alto comando giapponese, l'incursione statunitense sembrò costituire il prologo di una prossima invasione anfibia del sud della Cina; come risposta a ciò, cinque divisioni di fanteria addizionali furono riassegnate alla difesa della regione, e solo dopo lo sbarco statunitense a Iwo Jima nel febbraio 1945 il comando giapponese si rese conto che l'area tra Hong Kong e Canton non sarebbe stata invasa dal nemico, ma piuttosto aggirata. L'incursione nel Mar Cinese Meridionale contribuì anche alla decisione giapponese di deporre definitivamente le autorità francesi in Indocina: il comandante delle forze nipponiche stanziate nella regione, tenente generale Yuitsu Tsuchihashi, si convinse che i raid aerei sull'Indocina fossero una preparazione per un imminente sbarco statunitense nella zona, senza sapere che il presidente Franklin Delano Roosevelt aveva da tempo deciso che le truppe terrestri statunitensi non si sarebbero impegnate nella liberazione della regione e che nessuna operazione in tal senso era stata anche solo pianificata. Come parte dei preparativi per resistere a un'invasione degli Alleati e prevenire una sollevazione dei francesi volta a favorirla, il 26 febbraio 1945 il governo giapponese autorizzò Tsuchihashi ad attuare i piani da tempo preparati per una completa presa del potere nella regione; il 9 marzo seguente, quindi, le truppe giapponesi attaccarono a sorpresa i presidi francesi in Indocina, schiacciandoli in breve tempo. I giapponesi instaurarono una serie di Stati fantoccio a loro assoggettati nella regione, come l'Impero del Vietnam, il Regno di Cambogia e il Regno del Laos.
Il governo portoghese emise una formale protesta diplomatica nei confronti degli Stati Uniti per la violazione della neutralità di Macao. Il governo statunitense formulò scuse ufficiali per il bombardamento il 20 gennaio, e una commissione di inchiesta venne riunita per indagare sul fatto; nel 1950 infine gli Stati Uniti pagarono al Portogallo un risarcimento di 20,3 milioni di dollari per i danni causati a Macao nell'incursione del 16 gennaio 1945 e in altri due bombardamenti accidentali verificatisi l'11 e il 25 giugno 1945.
Gli attacchi aerei e navali ai convogli mercantili giapponesi in navigazione nel Mar Cinese Meridionale furono intensificati nel corso dei primi mesi del 1945, mentre sempre più unità dell'USAAF venivano spostate nelle nuove basi aeree allestite nelle Filippine. Gli aerei e i sommergibili alleati si fecero sfuggire ancora una volta le due corazzate classe Ise, che tra il 10 e il 20 febbraio 1945 riuscirono a beffare la sorveglianza nel bacino riuscendo a rientrare in Giappone da Singapore (operazione Kita), ma i bombardieri statunitensi di base nelle Filippine inflissero perdite catastrofiche ai mercantili giapponesi oltre a battere sistematicamente gli scali portuali ancora controllati dai nipponici. Come risultato di questi e altri attacchi, i giapponesi cessarono di fatto di inviare unità navali nel Mar Cinese Meridionale a partire dall'aprile 1945.